# Милош Бранковић (филм)
Милош Бранковић је српски филм из 2008. године. Режирао га је Небојша Радосављевић, који је написао и сценарио.
Премијерно је приказан на београдском Фесту 1. марта 2008. године.
По жанру трилер, филм "Милош Бранковић", рађен је у црно-белој техници и дебитантско је остварење Небојше Радосављевића.

## Радња
Ово је прича о злочину, казни и правди. Ова последња је највећи губитник. Милош Бранковић је обичан млад човек, који само жели да буде успешан архитекта и да воли своју Александру. Без разлога, постаје предмет малтретирања уличне банде и жртва преваре. Живот му се претвара у ноћну мору. Покушавајући да узврати, убија неколико људи. Да ли је убица или борац за правду? Ко је Милош Бранковић? Тешка прича о злим временима у Србији с почетка 21. века.

## Улоге
| Глумац              | Улога          |
| ------------------- | -------------- |
| Милош Влалукин      | Милош          |
| Јована Стипић       | Александра     |
| Нада Шаргин         | Мира           |
| Петар Божовић       | Барац          |
| Тихомир Арсић       | Цаги           |
| Лена Богдановић     | Соња           |
| Слободан Ћустић     | паралитичар    |
| Борис Комненић      | професор       |
| Михаило Лађевац     | Бобо           |
| Тамара Максимовић   | трудница       |
| Зоран Максимовић    | мајстор        |
| Владан Милић        | Менгела        |
| Небојша Миловановић | Шарлах         |
| Андреј Шепетковски  | Лилихип        |
| Теодора Станковић   | Јосипа         |
| Марина Буквички     | Бранка Битанга |